# Yves Dreyfus
Yves Dreyfus (ur. 17 maja 1931 w Clermont-Ferrand, zm. 16 grudnia 2021 w Ceyrat) – francuski szpadzista, dwukrotny medalista olimpijski i wielokrotny medalista mistrzostw świata.
Na igrzyskach olimpijskich w Melbourne w 1956 roku razem z Armandem Mouyalem, Claude'em Nigonem, Danielem Dagallierem i René Queyrouxem zdobył drużynowo brązowy medal. Na rozgrywanych cztery lata później igrzyskach olimpijskich w Rzymie był szósty indywidualnie i dziewiąty w zawodach drużynowych. Brał też udział w igrzyskach olimpijskich w Tokio w 1964 roku, gdzie Francuzi w składzie: Claude Brodin, Yves Dreyfus, Claude Bourquard, Jacques Guittet i Jacques Brodin zdobyli kolejny brązowy medal w zawodach drużynowych. W turnieju indywidualnym odpadł w ćwierćfinałach.
Podczas mistrzostw świata w Luksemburgu w 1954 roku Daniel Dagallier, Yves Dreyfus, Maurice Huet, Armand Mouyal, Jean-Pierre Muller i Claude Nigon zdobyli drużynowo brązowy medal. W tej samej konkurencji zdobywał następnie złote medale na mistrzostwach świata w Buenos Aires (1962), mistrzostwach świata w Paryżu (1965) i mistrzostwach świata w Moskwie (1966) oraz srebrne na mistrzostwach świata w Turynie (1961), mistrzostwach świata w Gdańsku (1963) i mistrzostwach świata w Montrealu (1967). Ponadto wywalczył też dwa medale indywidualnie: srebrny na MŚ 1963 (Austriakiem Rolandem Losertem) i brązowy na MŚ 1962 (za Węgrami Istvánem Kauszem i Tamásem Gáborem).
W 1964 został mistrzem Francji. Jako Żyd brał udział w Olimpiadach Machabejskich zdobywając indywidualnie złoto w szpadzie w 1961 i 1977.